# Oberoende komponentanalys
Oberoende komponentanalys (engelska: Independent component analysis (ICA)) är en metod inom signalbehandling för att separera multivariata signaler till additiva delkomponenter. Detta görs genom att anta att delkomponenterna är icke-gaussiska signaler och att de alla är statistiskt oberoende av varandra. ICA är ett specialfall av blind källseparering (engelska: blind source separation).

## Introduktion
När antagandet om statistiskt oberoende är korrekt så ger blind ICA-separering av mixade signaler goda resultat. Metoden kan också användas för analys av signaler som inte är genererade genom mixning. En enkel användning av ICA är "cocktailpartyproblemet" där flera personer talar samtidigt på inspelade signaler. Ofta brukar problemet förenklas genom att man antar att inga fördröjningar eller ekon förekommer. De underliggande tal-signalerna kan separeras om antalet mikrofoner (inspelningskanaler) är minst lika många som antalet röster som ska separeras.

## Definition av komponenters oberoende
ICA beräknar de oberoende komponenterna (även kallade faktorer, latenta variabler eller källor) genom att maximera det statistiska oberoendet av de estimerade komponenterna. Man kan välja ett av många sätt att definiera oberoende, och detta val påverkar formen av ICA-metoden. De två bredaste definitionerna av oberoende för ICA är:
- Minimering av ömsesidig information
- Maximering av icke-Gaussiskhet

Varianten av ICA där man minimerar den ömsesidiga informationen använder mått som Kullback-Leibler divergens och max entropi. Varianten av ICA för att maximera icke-Gaussiskheten motiveras av den centrala gränsvärdessatsen och använder kurtosis och negentropi.

## Algoritm
Typiska algoritmer för ICA använder centrering (subtrahera medelvärdet så att signalen får medelvärde noll), vitning (vanligtvis med egenvärdesuppdelning), samt dimensionsreduktion som förbehandling för att förenkla för den iterativa delen av algoritmen. Vitning och dimensionsreducering kan uppnås genom principalkomponentanalys; singulärvärdesuppdelning.
Generellt kan ICA inte identifiera det faktiska antalet av källsignaler, en unik korrekt ordning av källsignalerna, eller en korrekt skalning (inklusive tecken) av källsignalerna.

## Användningsområden
ICA är viktigt för blind signalseparering och har många praktiska användningsområden för informationsutvinning. ICA används till exempel för att separera röster i ljudsignaler, samt för att analysera satellitbilder och andra spektrala bilder. Den är nära relaterad till sökningen efter en faktorkod av datan, med en ny vektor-representation av varje datavektor så att de blir unikt kodade genom den resulterande kodvektorn (förlustfri kodning), medan kodkomponenterna är statistiskt oberoende.
Binär ICA är ett specialfall där datan är i binär form och som används inom medicinsk diagnostik, multi-kluster-tilldelning, nätverkstomografi samt internetresurshantering.